# Aérodrome de Münster
L'aérodrome de Münster (code OACI : LSPU) est un ancien aérodrome militaire situé à Münster dans le canton du Valais, en Suisse. Fermé en 1994 par les Forces aériennes suisses, il est utilisé comme aérodrome civil pendant les mois d'été depuis 1959, en particulier pour le vol de planeurs. Chaque année, un camp de vol à voile y est organisé.

## Localisation
| Localisation du Valais en Suisse |

| Localisation du Valais en Suisse |

Situé dans les Alpes suisses, l'aérodrome de Münster est localisé dans la vallée de Conches dans la haute vallée du Rhône à une douzaine de kilomètres de la source du fleuve.
Il appartenait au groupe des aérodromes militaires valaisans, tous situés dans la vallée du Rhône, soit d'ouest en est et d'aval en amont, Sion (482 m), Tourtmagne (de) (624 m), Rarogne (638 m), Münster (1327 m) et Ulrichen (1344 m).
La piste de l'aérodrome et les chemins de roulage sont pour la première fois répertoriés sur la carte nationale de la Suisse au 1:25 000 (feuille 1250, Ulrichen) de 1993. Les abris pour avions n’apparaissent eux qu'avec l'édition de 1999.

## Histoire

### Seconde Guerre mondiale
L'aérodrome est créé lors de la Seconde Guerre mondiale dans le cadre du programme de construction des points d'appuis de 1941 dans le secteur central (Réduit). Onze aérodromes sont construits (qui viennent s'ajouter au quatre déjà implantés) : 
- Tourtemagne (de), Rarogne, Münster et Ulrichen en Valais (Sion)
- Reichenbach (de), Frutigen (de), Zweisimmen (de), St. Stephan (de) et Saanen dans l'Oberland bernois (Interlaken (de) et Meiringen (en)),
- Alpnach (en) et Kägiswil (de) en Suisse centrale (Buochs (en) et Mollis (de)),
- au Tessin (Ambrì (en) et Lodrino).

En 1941, des négociations sont menées avec les communes de Turtmann, Raron, Münster, Ulrichen et les propriétaires au sujet de la construction d'un aérodrome. Les travaux de nivellement de terrain des quatre futurs aérodromes débutent en 1942.
Un hangar en bois, une installation de carburant et des baraques sont construits en plus des voies de circulation et de la piste en herbe. L'aérodrome est achevé le 10 décembre 1942.

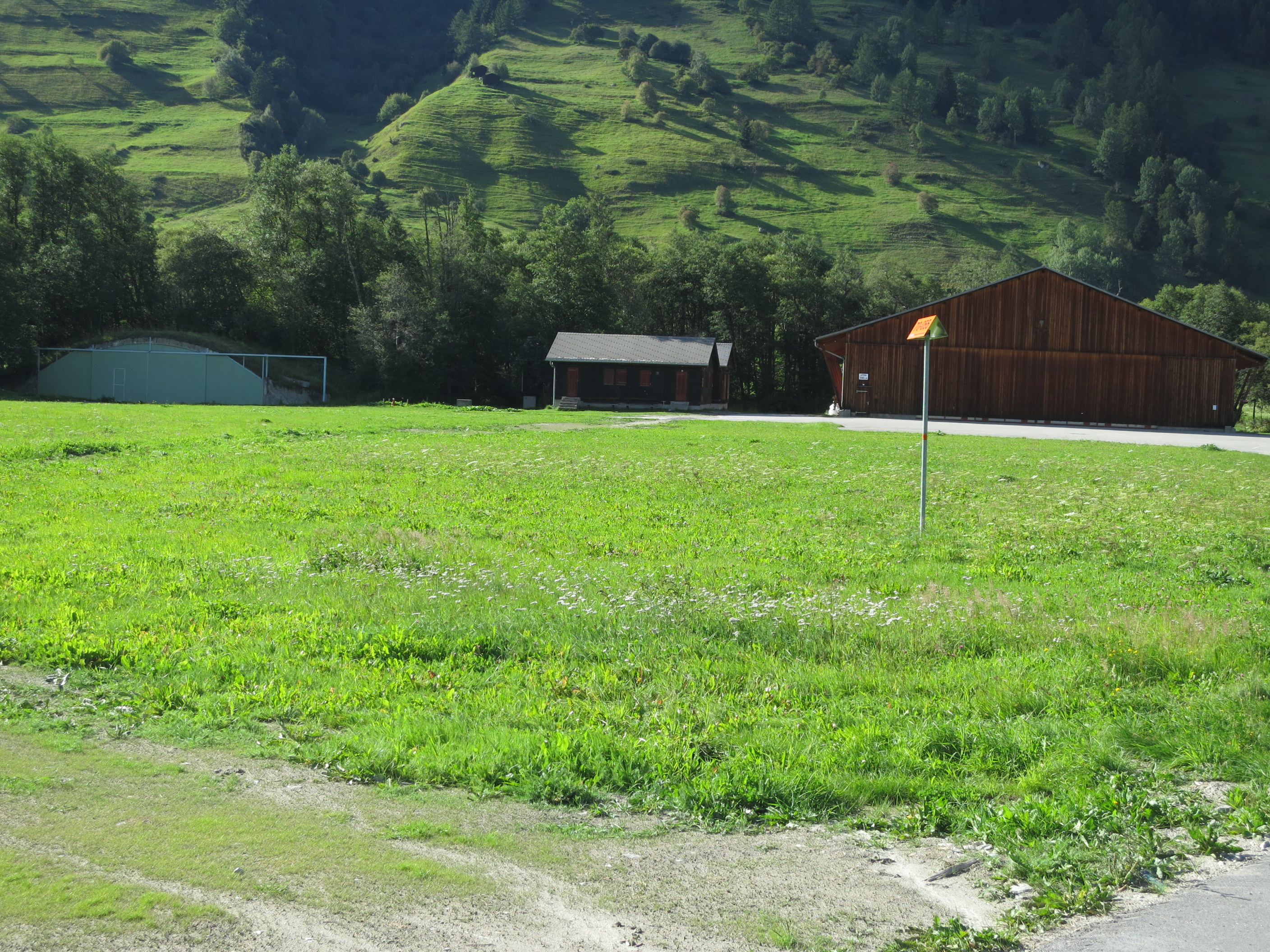
Le hangar en bois, la baraque C et l'abri U-43-8 en août 2014

À partir de 1942-1943, les 18 aérodromes du secteur central (Zentralraum) sont dotés de pistes en dur pour permettre des opérations par tous les temps. À Münster, la piste mesure 880 mètres de long et 40 mètres de large. Huit abris pour avions U-43, quatre buttes pare-éclats en terre, cinq ou six fortins légers de défense rapprochée y sont également construits.
En 1943, des essais nocturnes de remorquage de cibles ont lieu à Münster. La place de tir DCA Gluringen - Reckingen, transformée en 1947, est à deux kilomètres de l'aérodrome.
Münster fut occupée pour la première fois par une unité volante des Troupes d'aviation de décembre 1943 à février 1944. La moitié de la Fliegerstaffel 16 (de), équipée de C-35 et C-3603, était stationnée à Münster et l'autre moitié à Ulrichen. Après le dernier stationnement d'avions de chasse au cours de l'année 1944 (ou 1945), plus aucune escadrille n'est stationnée à Münster.

### 1946 - 1994

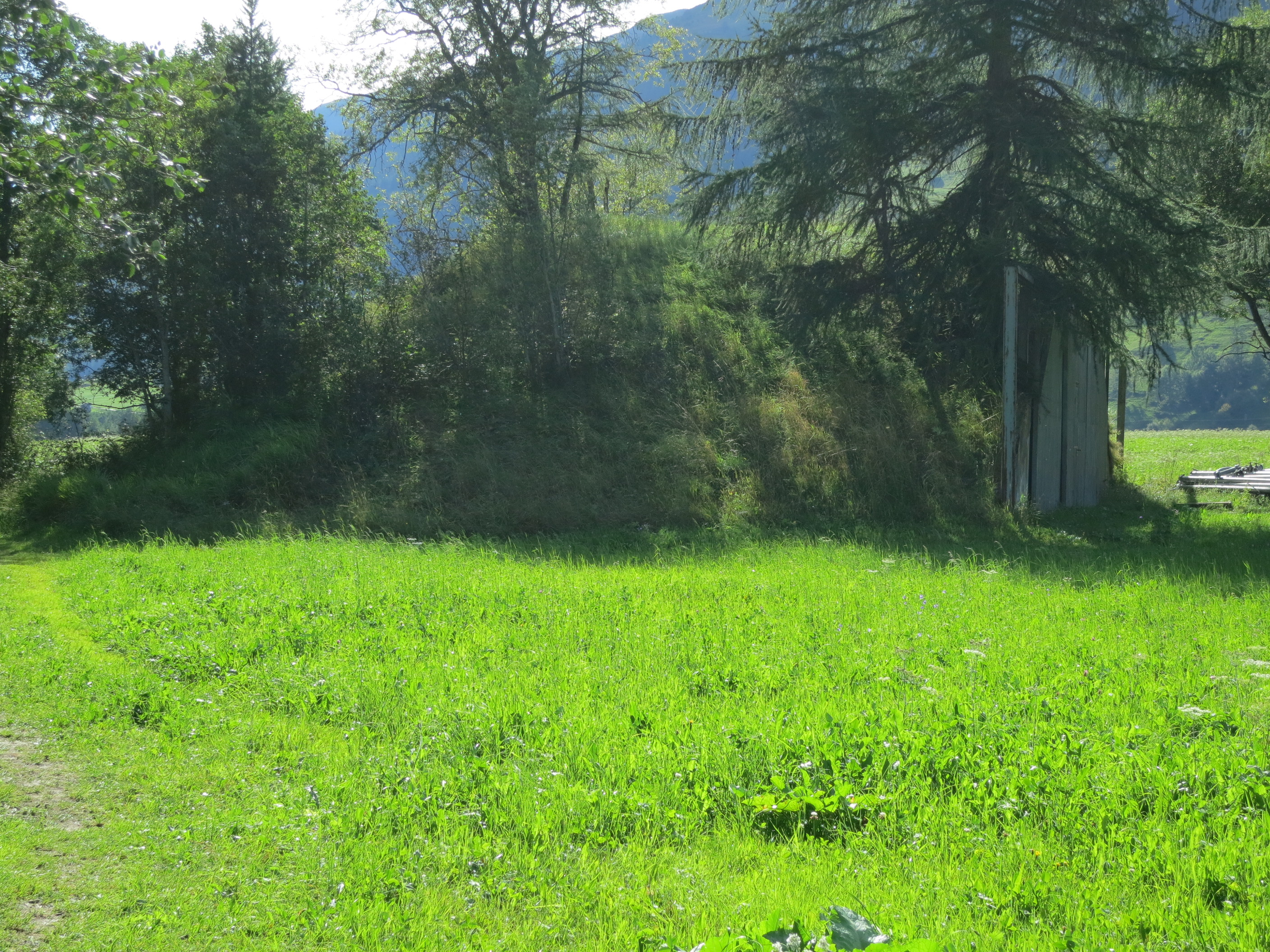
L'abri pour avion U-43-1 en août 2014

Après la Seconde Guerre mondiale, l'aérodrome militaire de Münster perdit rapidement de son importance en raison de la topographie des lieux qui ne permettait pas la prolongation de la piste, contrairement aux quatre autres aérodromes militaires en Valais, attribués au régiment aérodrome 1 dès 1951. Les seuls développements d'après guerre furent le montage de portails en acier sur les abris pour avions U-43 et la construction de la baraque de commandement à côté du hangar. En 1946, il est décidé de fermé Münster en hiver.
En 1959, une utilisation civile de l'aérodrome en été est acceptée. Le 25 juillet 1960 a lieu le premier remorquage d'un planeur civil à Münster. L'aérodrome devient rapidement un lieu de prédilection pour des activités de planeur. En 1979, le club de vol à voile de Münster se dote d'un club-house, qui est en fait une ancienne baraque du camp de troupe de la place de tir DCA de Savièse remontée à côté de la baraque de commandement entre le hangar et l'abri n°8. Le club-house est rénové en 2003.
Bien qu'aucune escadrille ne soit stationnée à Münster depuis 1944, d'autres types d'aéronefs, notamment des avions d'entraînements et de liaisons, des hélicoptères et des PC-6, pouvaient se poser à Münster. Jusqu’en 1995, il était prévu d'exploiter les abris U-43 des aérodromes militaires, dont celui de Münster, pour les escadrilles légères d'Alouette II et III. L'aérodrome reçoit encore des visites d'aéronefs militaire.

### Fermeture de l'aérodrome militaire
Dans le cadre de la réorganisation des troupes d'aviation et de DCA (Armée 1995), les aérodromes de Münster et de Raron sont fermés à la fin de l'année 1994,, celui d'Ulrichen l'est en 1999.

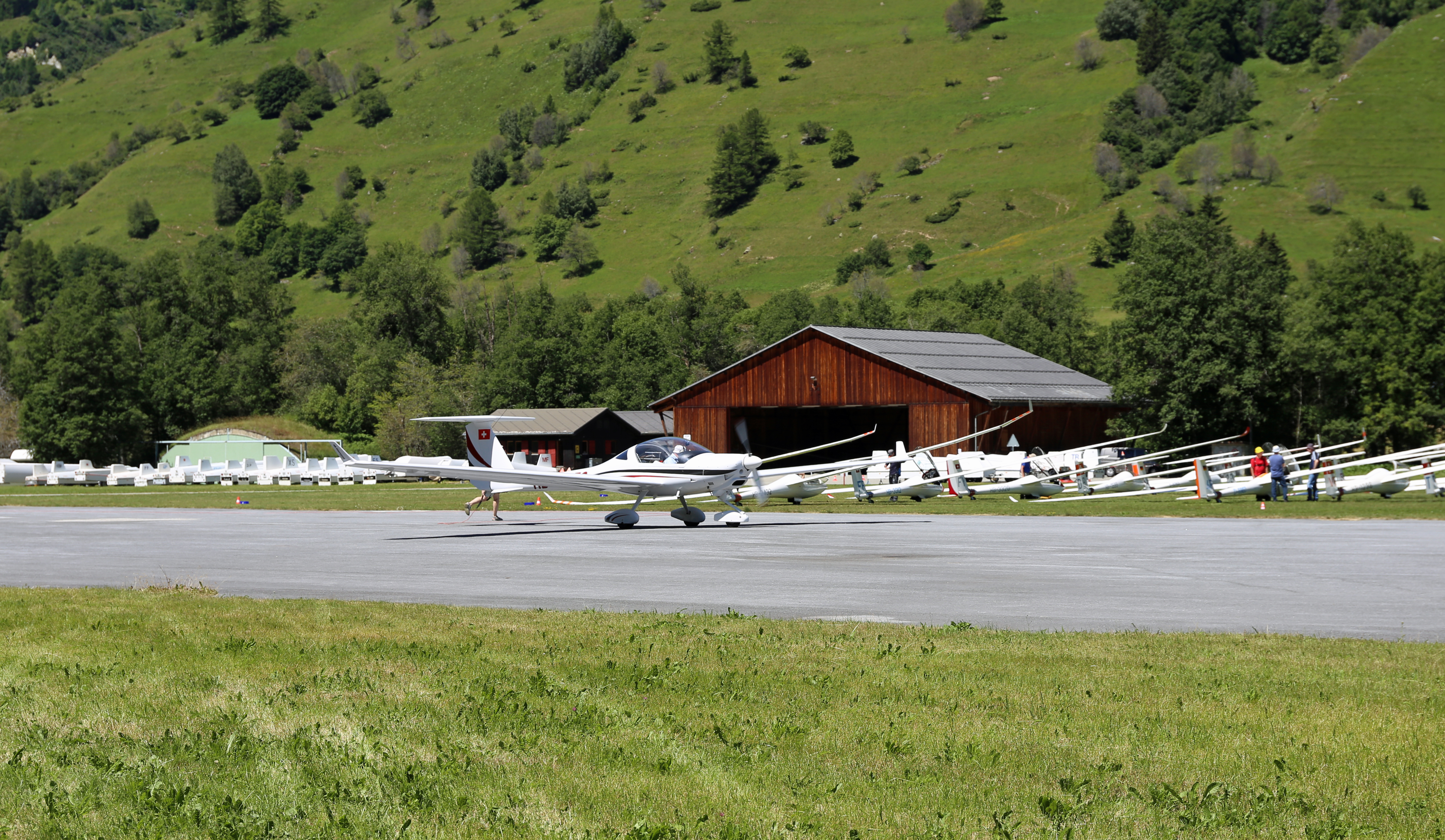
L'aérodrome en juillet 2016 durant le camp de planeurs

Le 2 juillet 1998, l'Exploitation de Sion de l’Office fédéral des exploitations des Forces aériennes, (OFEFA) a complétement remis l'aérodrome de Münster au corps des garde-fortifications (CGF).
En 2000, le commune de Münster-Geschinen achète le terrain de l'aérodrome au DDPS ,.
En 2001, le groupe de vol académique de Zurich (Akademische Fluggruppe Zürich) cède après 42 ans le rôle de gestionnaire de l'aérodrome à la coopérative de l'aérodrome de Münster (Flugplatzgenossenschaft Münster, FGM) nouvellement fondée. En 2002, les bâtiments de la partie sud-ouest (hangar, baraque de commandement et abri U-43-8) ainsi que les environs appartiennent toujours à la Confédération.
Au printemps 2014, la coopérative de l'aérodrome de Münster dépose une demande d'autorisation de projet auprès de l'Office fédéral de l'aviation civile (OFAC) civile  pour la transformation de l'ancien aérodrome militaire de Münster-Geschinen en aérodrome civil. Le projet est approuvé par l'OFAC le 10 août 2015.
En septembre 2017, la piste, qui n'avait subi que des travaux d'entretien depuis sa construction en 1943, reçoit un nouveau revêtement. Sa largeur passe de 40 à 18 m, soit le minimum accepté par l'OFAC pour les aérodromes.
La partie de la piste supprimée est enherbée et peut toujours être utilisée pour le déplacement des avions,.

L'aérodrome de Münster dans la vallée de Conches en 1955
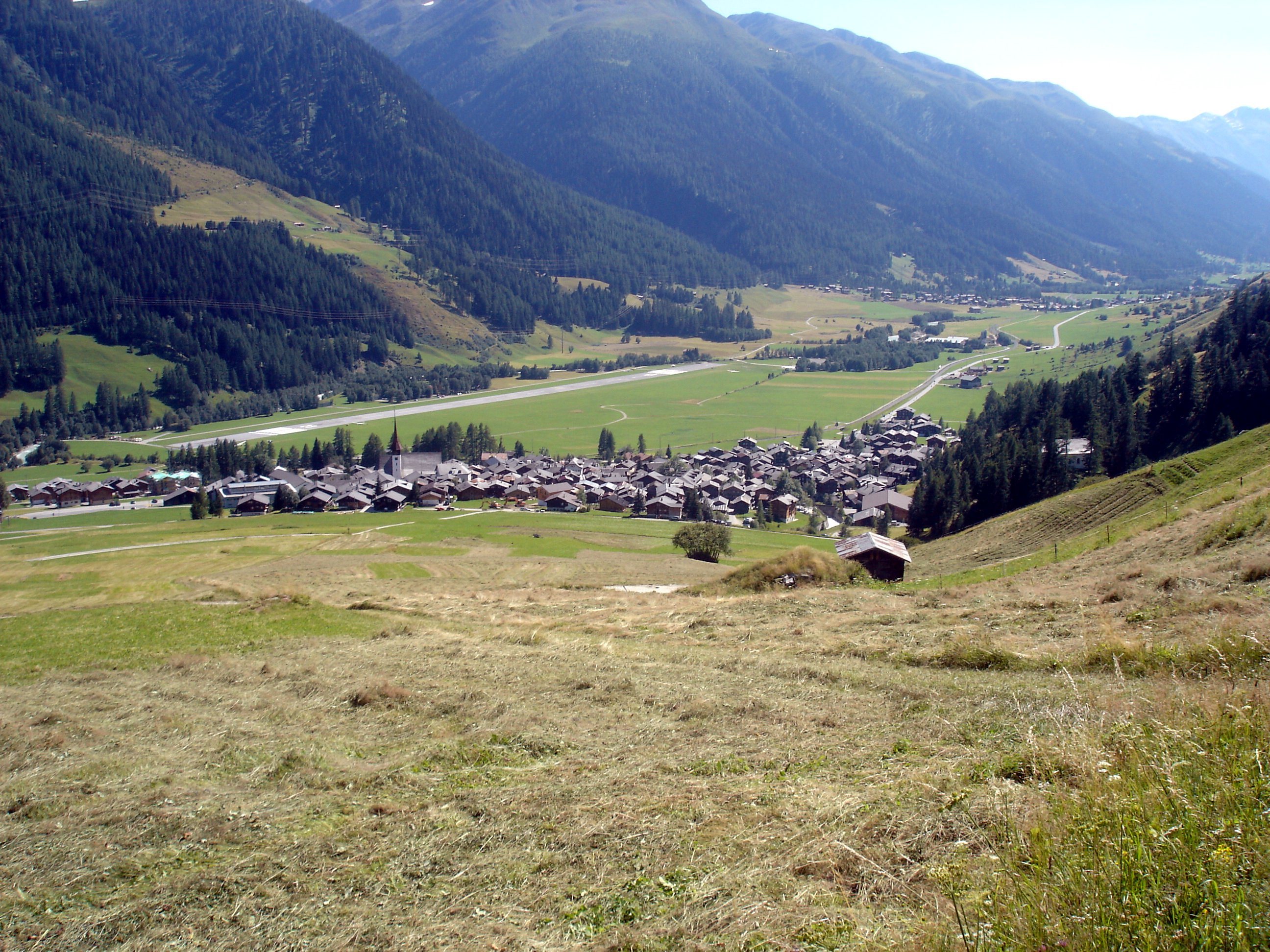
Le village de Münster et l'aérodrome en août 2007
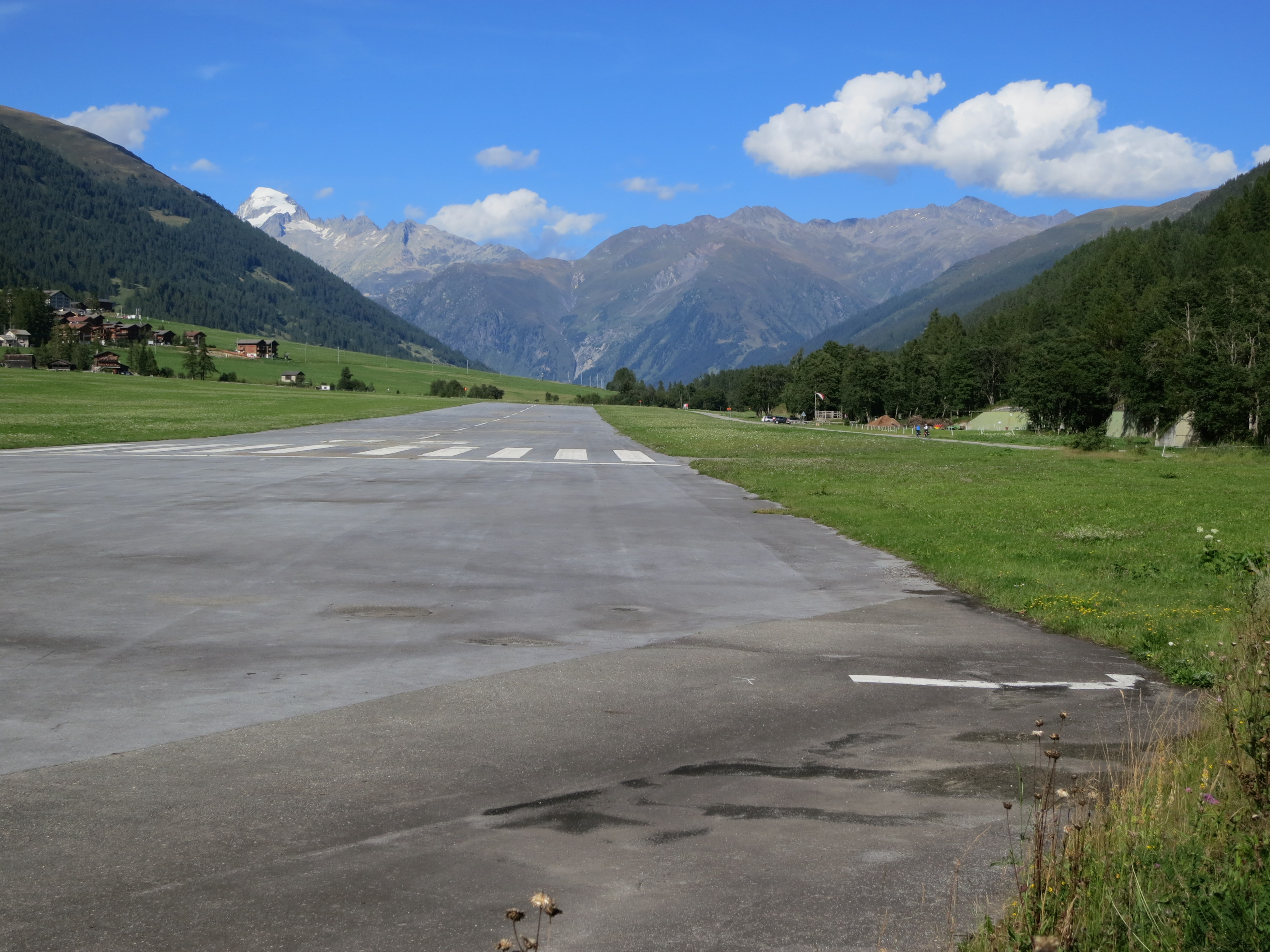
La piste et les abris U-43 5 et 6 en août 2014
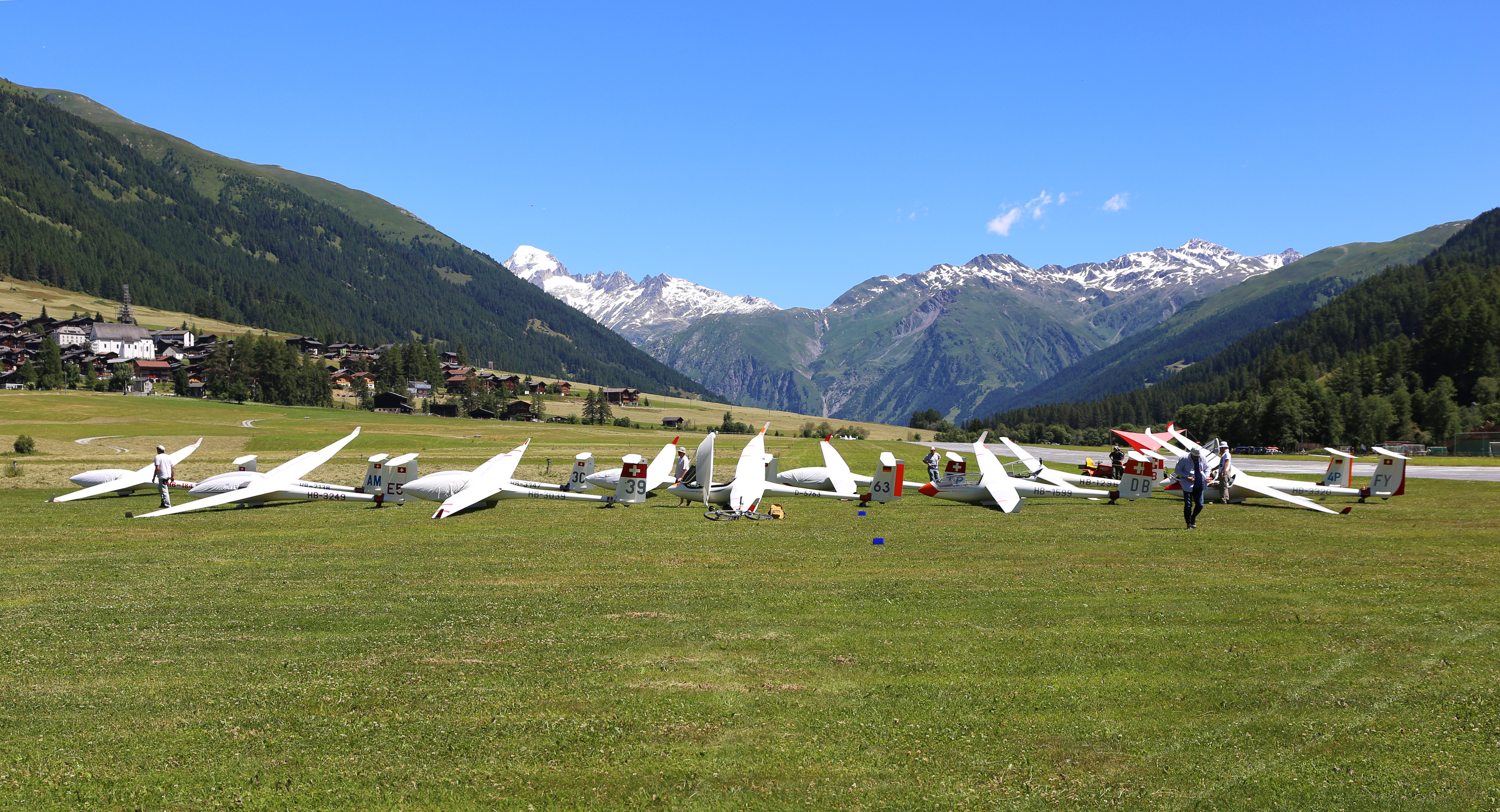
L'aérodrome en juillet 2016 durant le camp de planeurs
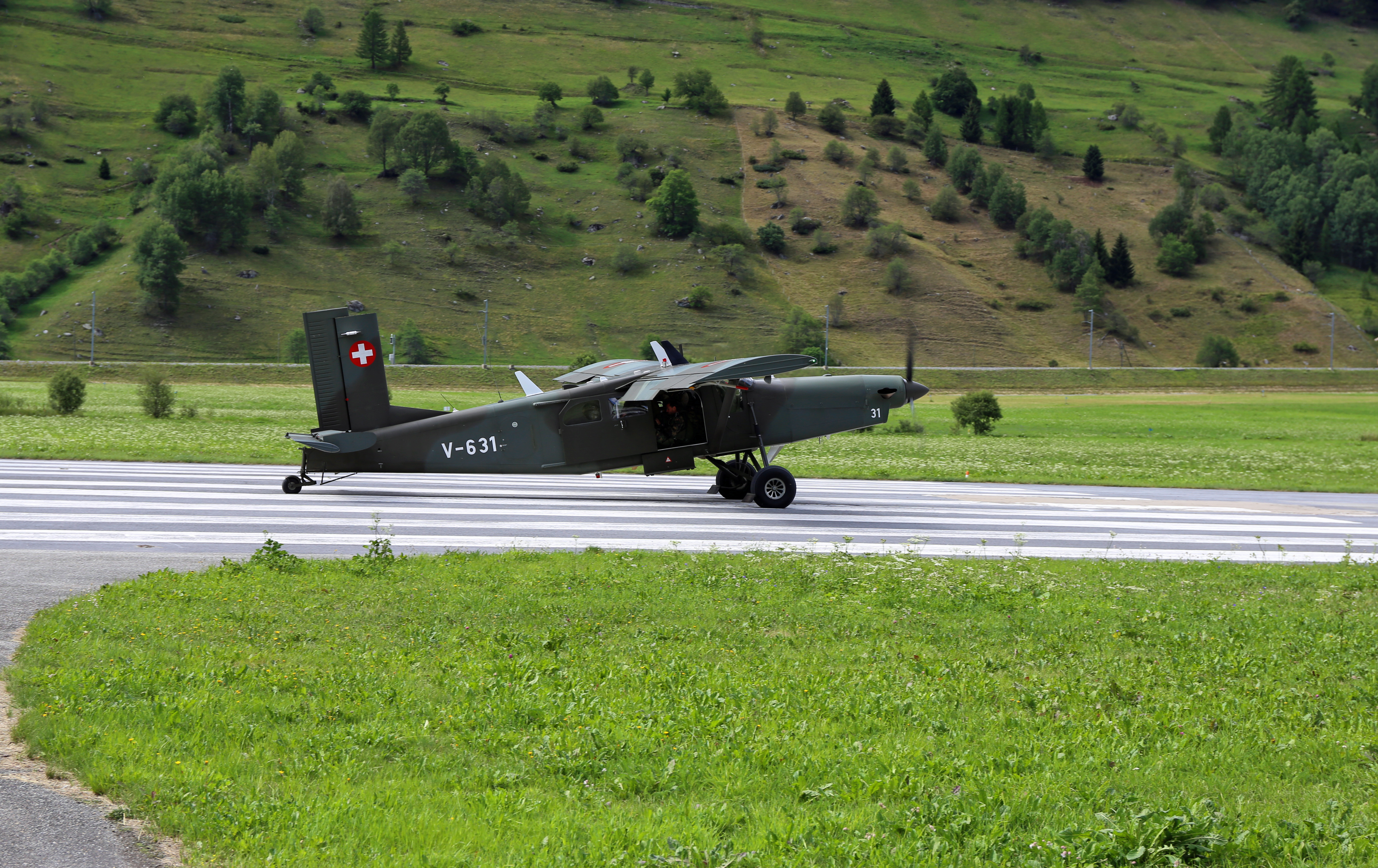
Pilatus PC-6 des Forces aériennes suisses avec des parachutistes de la Compagnie d'éclaireurs-parachutistes 17 en juillet 2017